# 伍德布里奇鎮區 (新澤西州)
伍德布里奇鎮區（英語：Woodbridge Township）是位於美國新澤西州米德爾塞克斯縣的一個鎮區。

## 地方資料
伍德布里奇鎮區的面積為63.74平方千米，當中陸地面積為60.24平方千米，而水域面積為3.50平方千米。根據2020年美國人口普查的數據，當地共有人口103639人，而人口密度為每平方千米1,625.96人。